# 結城藩
結城藩（日语：／ Yūki han */?）是日本江戶時代的一個藩。藩廳位於結城城（今茨城縣結城市）。藩主是越前松平氏及水野氏。

## 歷史
關原之戰前，結城藩是結城秀康的領土，石高10萬石。戰後，轉封至越前。1600年後，成為了幕府天領。1700年水野勝長由西谷藩轉移到結城藩。1703年幕府亦充許重建結城城。成為了1萬8千石的譜代大名。幕末時代，藩主勝任隱居引起了勤王和挺幕派的對立。

## 歷任藩主

### 松平氏
1. 秀康

### 水野家（宗家）
1. 勝長（1700年-1703年）
2. 勝政（1703年-1736年）
3. 勝庸（1736年-1749年）
4. 勝前（1749年-1763年）
5. 勝起（1763年-1783年）
6. 勝剛（1783年-1800年）
7. 勝愛（1800年-1835年）
8. 勝進（1835年-1859年）
9. 勝任（1859年-1862年）
10. 勝知（1862年-1869年）
11. 勝寛（1869年-1871年）